# جنت لیس پرایس
جنت لیس پرایس (انگلیسی: Janet Lees Price؛ ‏ ۱۹ آوریل ۱۹۴۳ – ۲۲ مهٔ ۲۰۱۲) بازیگر اهل بریتانیا بود.
از فیلم‌ها یا مجموعه‌های تلویزیونی که وی در آن‌ها نقش داشته‌است، می‌توان به پوآرو اشاره نمود.